# Gerard Mach
Gerard Zygfryd Mach (* 16. September 1926 in Danzig; † 22. September 2015 in Ottawa, Kanada) war ein polnischer Leichtathlet und späterer Leichtathletiktrainer.

## Leben
Gerard Mach studierte an der Szkoła Główna Handlowa w Warszawie und an der Akademia Wychowania Fizycznego Józefa Piłsudskiego w Warszawie. Er gewann bei den Studenten-Weltspielen zwischen 1949 und 1954 insgesamt vier Medaillen.
Bei den Olympischen Spielen 1952 in Helsinki startete Mach in den Läufen über 200 und 400 Meter. Des Weiteren nahm er an den Europameisterschaften 1954 in Bern und 1958 in Stockholm teil und bestritt insgesamt 22 Länderkämpfe für Polen.
Auf nationaler Ebene gewann Mach 20 Meistertitel und 3 Hallenmeistertitel. Zudem stellte er insgesamt 15 nationale Rekorde über 400 Meter sowie in der Staffel auf.
Später begann er während seiner Zeit bei Legia Warschau zu arbeiten. Er trainierte dabei unter anderem Stanisław Swatowski, Wiesław Maniak und Edward Romanowski. Anschließend war er als Trainer der polnischen Nationalmannschaft tätig und erzielte mit dieser in den 1960er Jahren einige Erfolge. 1972 zog es ihn nach Kanada, wo er unter anderem die Nationalmannschaft bei den Olympischen Sommerspielen 1976 betreute und bis zu seinem Tod 2015 lebte.